# Bahnstrecke Čáslav–Třemošnice
| Kursbuchstrecke (SŽ): | 236                  |                                           |                                           |
| Streckenlänge: | 16,990 km            |                                           |                                           |
| Spurweite: | 1435 mm (Normalspur) |                                           |                                           |
| Streckenklasse: | C3                   |                                           |                                           |
| Streckengeschwindigkeit: | 50 km/h              |                                           |                                           |
| |                      |                                           |                                           |
| \| \| \| von Močovice \| \| \| \| 0,000 \| Čáslav místní nádraží \| Čáslav místní nádraží \| \| \| \| Verbindungsgleis zur Strecke Znojmo–Kolín \| \| \| \| \| Křížení silnice \| \| \| \| 2,768 \| Vrdy-Koudelov \| Vrdy-Koudelov \| \| \| \| von Vrdy-Bučice \| \| \| \| 5,418 \| Skovice \| Skovice \| \| \| \| Doubrava \| \| \| \| \| \| \| \| \| 7,686 \| Žleby \| Žleby \| \| \| 9,303 \| Žleby zastávka \| Žleby zastávka \| \| \| 12,373 \| Ronov nad Doubravou \| Ronov nad Doubravou \| \| \| 13,554 \| Ronov nad Doubravou zastávka \| Ronov nad Doubravou zastávka \| \| \| 14,957 \| Žlebské Chvalovice \| Žlebské Chvalovice \| \| \| 15,809 \| Závratec \| Závratec \| \| \| 16,990 \| Třemošnice früher Závratec-Třemošnice \| Třemošnice früher Závratec-Třemošnice \| |                      |                                           |                                           |
| Strecke |                      | von Močovice                              | von Močovice                              |
| Bahnhof | 0,000                | Čáslav místní nádraží                     | Čáslav místní nádraží                     |
| Abzweig geradeaus und nach rechts |                      | Verbindungsgleis zur Strecke Znojmo–Kolín | Verbindungsgleis zur Strecke Znojmo–Kolín |
| ehemaliger Haltepunkt / Haltestelle |                      | Křížení silnice                           | Křížení silnice                           |
| Haltepunkt / Haltestelle | 2,768                | Vrdy-Koudelov                             | Vrdy-Koudelov                             |
| Abzweig geradeaus und von links |                      | von Vrdy-Bučice                           | von Vrdy-Bučice                           |
| Bahnhof | 5,418                | Skovice                                   | Skovice                                   |
| Brücke über Wasserlauf |                      | Doubrava                                  | Doubrava                                  |
| Abzweig geradeaus und von links · Strecke von rechts |                      |                                           |                                           |
| Kopfbahnhof Streckenende · Strecke | 7,686                | Žleby                                     | Žleby                                     |
| Haltepunkt / Haltestelle | 9,303                | Žleby zastávka                            | Žleby zastávka                            |
| Bahnhof | 12,373               | Ronov nad Doubravou                       | Ronov nad Doubravou                       |
| Haltepunkt / Haltestelle | 13,554               | Ronov nad Doubravou zastávka              | Ronov nad Doubravou zastávka              |
| Haltepunkt / Haltestelle | 14,957               | Žlebské Chvalovice                        | Žlebské Chvalovice                        |
| Haltepunkt / Haltestelle | 15,809               | Závratec                                  | Závratec                                  |
| Kopfbahnhof Streckenende | 16,990               | Třemošnice früher Závratec-Třemošnice     | Třemošnice früher Závratec-Třemošnice     |

Die Bahnstrecke Čáslav–Třemošnice ist eine regionale Eisenbahnverbindung in Tschechien, welche ursprünglich durch die Österreichische Lokaleisenbahngesellschaft (ÖLEG) als „normalspurige Secundärbahn“ erbaut und betrieben worden ist. Sie verläuft von Čáslav über Žleby nach Třemošnice.
Nach einem Erlass der tschechischen Regierung ist die Strecke seit dem 20. Dezember 1995 als regionale Bahn („regionální dráha“) klassifiziert.

## Geschichte
Am 9. März 1880 wurde der Bauunternehmung Schön & Wessely in Prag und Hermann Ritter von Schwind „das Recht zum Baue und Betriebe einer Locomotiveisenbahn von der Station Časlau der priv. österreichischen Nordwestbahn über Žleb und Ronow nach Zawratec mit einer Abzweigung von Skowitz nach Vrdý und Bučitz“ erteilt. Die Konzession bestimmte die Ausführung der Strecke als normalspurige Sekundärbahn, die Streckengeschwindigkeit sollte auf 20 km/h begrenzt sein. Auf einer Teilstrecke wurde die Mitbenutzung der Reichsstraße von Časlau nach Chrudim genehmigt. Die Konzessionäre wurden verpflichtet, den Bau innerhalb drei Monaten nach Konzessionserteilung zu beginnen. Die Strecken Časlau–Žleb und Skowitz–Vrdý-Bučitz sollten innerhalb von zwei Jahren, die gesamte Strecke innerhalb von drei Jahren fertiggestellt sein. Die Konzessionsurkunde wurde am 21. August 1881 noch einmal abgeändert. Der österreichische Staat behielt sich nun ein jederzeitiges Recht zur Verstaatlichung vor.

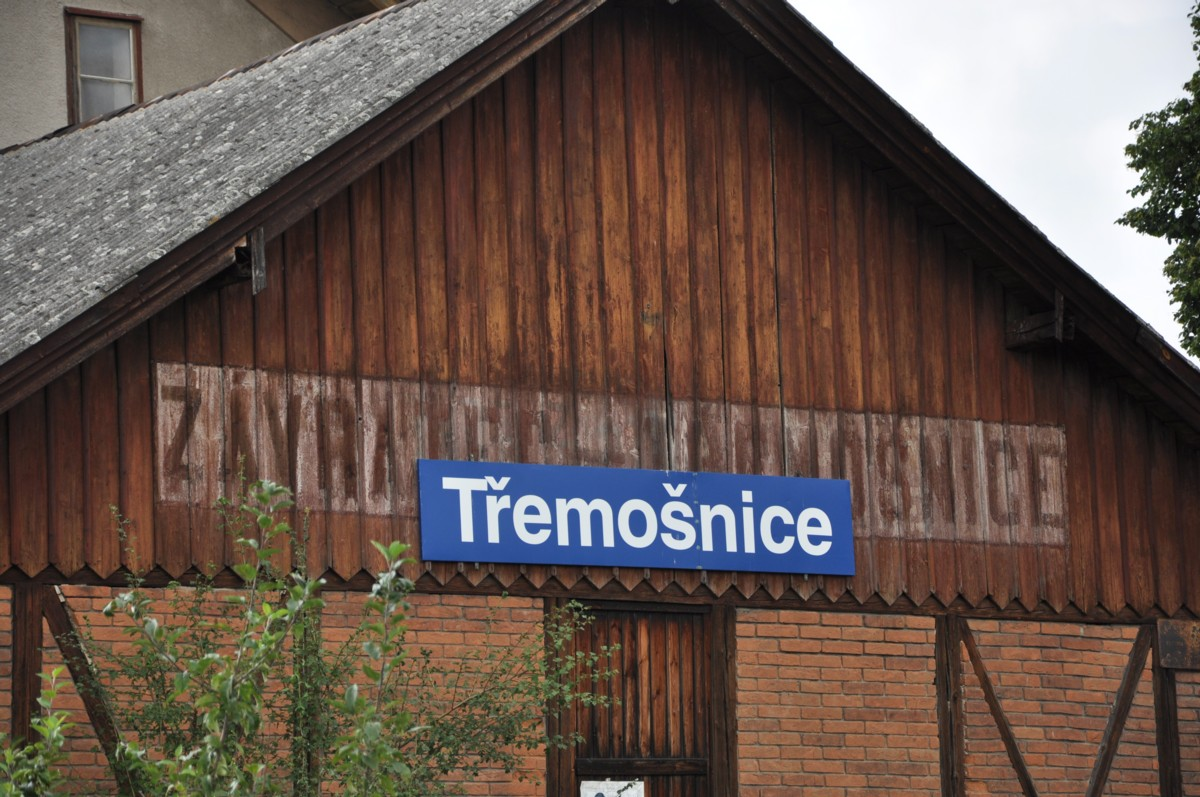
Am Güterschuppen am Bahnhof Třemošnice ist der alte Bahnhofsname Závratec-Třemošnice noch lesbar (2010)

Die Konzession wurde noch während der Bauphase an die neu gegründete ÖLEG übertragen. Diese eröffnete die Strecken der Locomotiveisenbahn von Časlau nach Zawratec mit Abzweigungen am 6. Januar 1881 (Čáslav–Žleby, Skovice–Vrdy-Bučice) und 15. Februar 1882 (Žleby–Závratec-Třemošnice). Den Betrieb führte die ÖLEG selbst aus.
Die Strecke erschloss ein landwirtschaftlich geprägtes Hügelland in der Mitte Böhmens, wo vor allem Zuckerrübenanbau und Zuckerproduktion charakteristisch waren. Im Bahngebiet der Secundärbahn befanden sich insgesamt drei durch Zweiggleise angebundene Zuckerfabriken, so in Žleby, Vrdy und Bučice. Ein wichtiger Güterkunde war später auch das Kalkwerk der Grafen Kinsky in Závratec, das seine Rohstoffe über eine Seilbahn aus den Kalkbrüchen bei Prachovice bezog.
Ab 1. Juli 1889 übernahm die Österreichische Nordwestbahn (ÖNWB) die Betriebsführung auf Rechnung des Eigentümers. Nach Verstaatlichung der ÖLEG am 1. Januar 1894 kam die Strecke ins Eigentum der k.k. Staatsbahnen (kkStB). Die ÖNWB wurde schließlich 1909 verstaatlicht, damit ging auch die Betriebsführung an die kkStB über.
Nach dem Zerfall Österreich-Ungarns infolge des Ersten Weltkrieges gehörte die Strecke ab 1919 zum Netz der neu gegründeten Tschechoslowakischen Staatseisenbahnen (ČSD). Der erste Fahrplan der ČSD von 1919 wies insgesamt zwei Reisezugpaare über die Gesamtstrecke aus. Ein weiteres verkehrte von Časlav über Skovice nach Vrdy-Bučice.

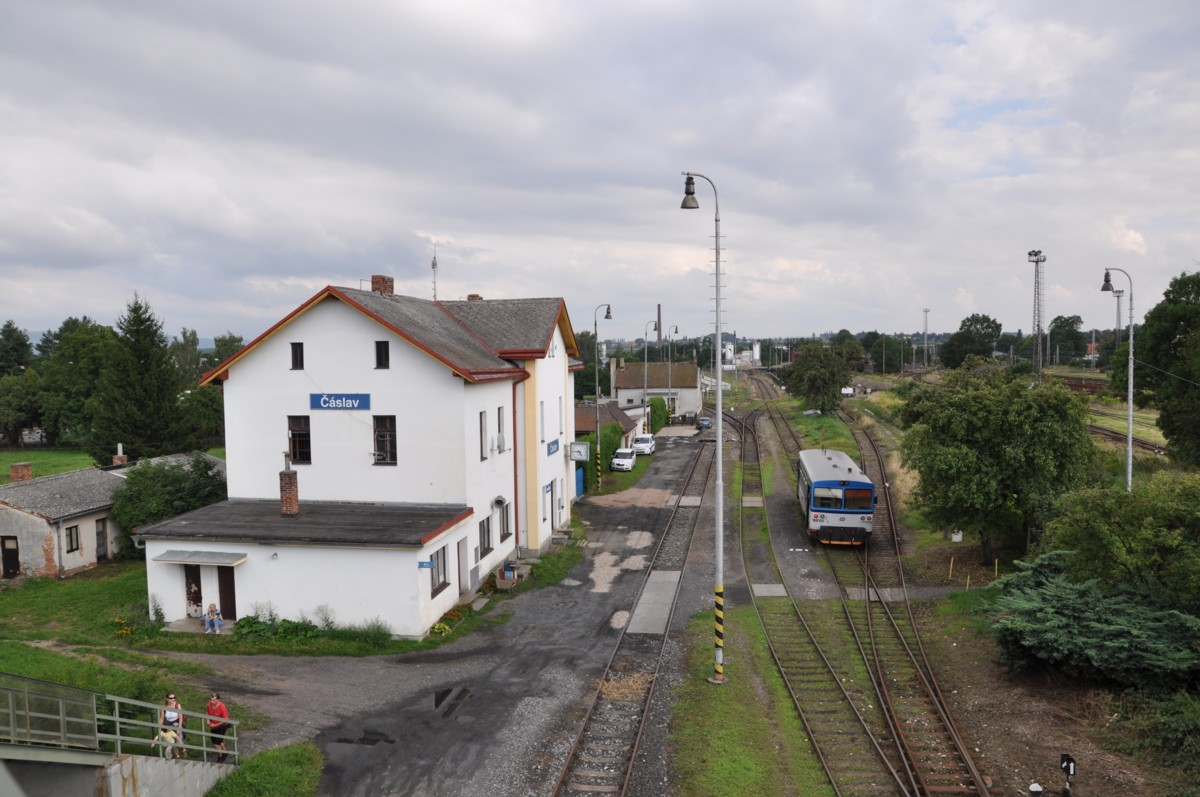
In Čáslav hat die Lokalbahn einen eigenen Bahnhof (2010)

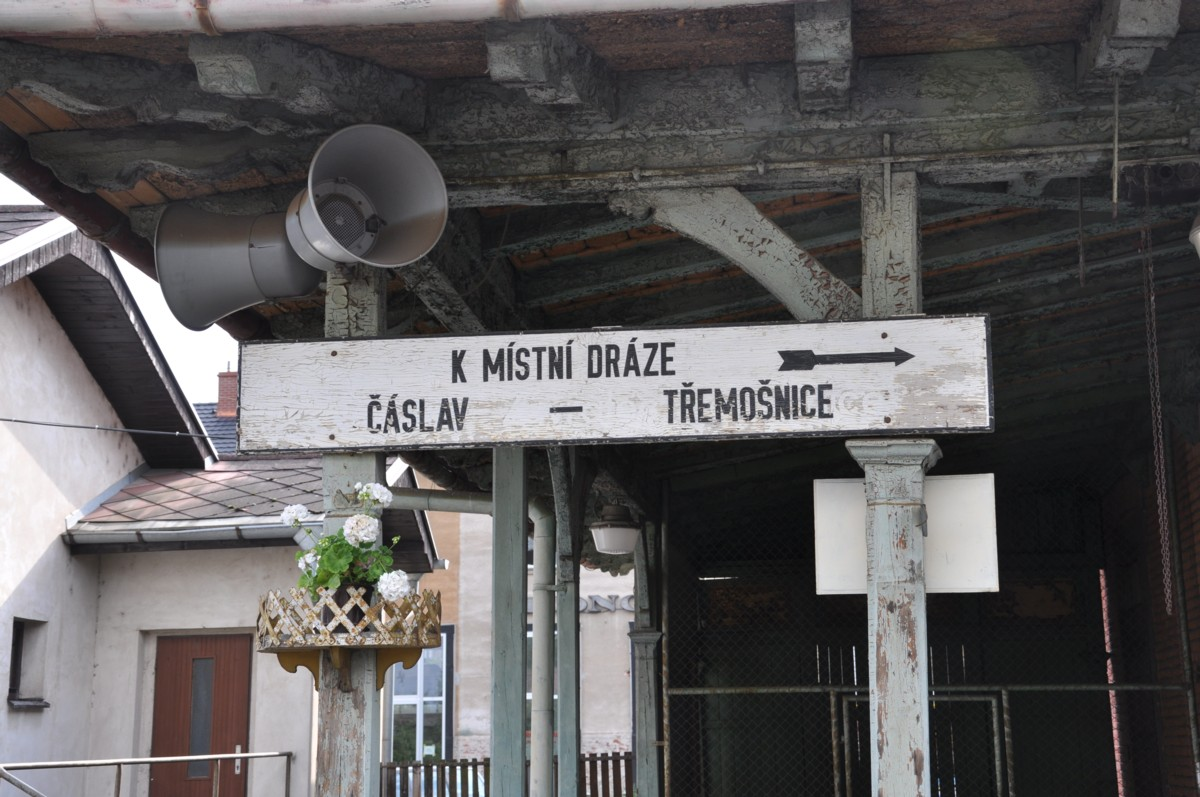
Wegweiser zur Lokalbahn am Bahnhof Čáslav (2010)

Ende der 1980er Jahre verzeichnete der Fahrplan der Lokalbahn insgesamt sieben Zugpaare zwischen Časlav und Třemošnice.
Nach der samtenen Revolution in der Tschechoslowakei im Jahr 1989 ging die erbrachte Verkehrsleistung im Reise- und Güterverkehr nach und nach zurück. Schnellere Buslinien und der zunehmende Individualverkehr zogen Reisende ab. Am 1. Januar 1993 ging die Strecke im Zuge der Auflösung der Tschechoslowakei an die neu gegründeten České dráhy (ČD) über. Als Infrastrukturbetreiber fungiert seit 2003 die staatliche Organisation Správa železnic.
Der Fahrplan 2010 sah werktags insgesamt 12 tägliche Reisezugpaare vor, die in einem angenäherten Einstundentakt verkehrten. Am Wochenende verkehrten die Züge aller zwei Stunden. Zum Einsatz kommen ausschließlich die zweiachsigen Triebwagen der ČD-Baureihe 810.